# Gernot Marx
Gernot Marx (* 29. Januar 1966 in Sehnde) ist ein deutscher Intensivmediziner und Universitätsprofessor. Der Anästhesiologe leitet seit 2008 die Klinik für Operative Intensivmedizin und Intermediate Care des Universitätsklinikums Aachen. Er war von Anfang 2021 bis Ende 2022 Präsident der Deutschen Interdisziplinären Vereinigung für Intensiv- und Notfallmedizin (DIVI) und wurde durch die COVID-19-Pandemie einer breiten Öffentlichkeit bekannt.

## Werdegang
Gernot Marx studierte von 1987 bis 1994 Humanmedizin an der Medizinischen Hochschule Hannover (MHH) und wurde dort 1995 mit der Arbeit „Einfluß von Kapnometrie und Pulsoximetrie auf Sicherheit beatmeter Patienten bei Intensivverlegungen“ bei dem Anästhesiologen Siegfried Piepenbrock promoviert. Von 1997 bis 2000 arbeitete er als Assistenzarzt für Anästhesiologie an der MHH. 1999 erhielt er die Anerkennung als Facharzt für Anästhesiologie und die Zusatzbezeichnung Rettungsmedizin. Im Jahr 2000 erhielt er die Anerkennung im Bereich Spezielle Anästhesiologische Intensivmedizin. Im selben Jahr habilitierte er sich mit der Arbeit „Einfluß von Volumenersatzlösungen auf die Erhaltung des Plasmavolumens und die Albuminextravasation in der Sepsis am Schwein“ ebenfalls bei Piepenbrock an der MHH und erhielt die Venia Legendi für das Fach Anästhesiologie.
Von 2000 bis 2004 arbeitete er als stellvertretender Direktor der Abteilung für Anästhesiologie am Universitätsklinikum von Liverpool. Im Jahr 2004 wurde er an der MHH vorzeitig zum Außerplanmäßigen Professor ernannt und wechselte auf eine C3-Professur für Anästhesiologie, Intensiv- und Notfallmedizin an der Friedrich-Schiller-Universität Jena. 2007 erhielt er die Anerkennung der Zusatzbezeichnung Notfallmedizin. Im Jahr 2008 wurde er auf den bundesweit ersten Lehrstuhl für Anästhesiologie mit Schwerpunkt operativer Intensivmedizin und Intermediate Care an der RWTH Aachen berufen und leitet seitdem die Klinik für Operative Intensivmedizin und Intermediate Care am Universitätsklinikum Aachen.
Auf Vorschlag der CDU-Landtagsfraktion in Nordrhein-Westfalen wurde Marx zum Mitglied der 17. Bundesversammlung gewählt.

## Berufsleben
Forschungsschwerpunkte von Marx sind Sepsis, molekulare Mechanismen des Sepsis-induzierten Organversagens, Volumentherapie im septischen Schock, Hämodynamisches Monitoring, Qualitätssicherung der intensivmedizinischen Therapie, Behandlungsqualität am Lebensende, Telemedizin sowie Künstliche Intelligenz und Digitalisierung. Er ist Autor oder Co-Autor von mehr als 250 wissenschaftlichen Peer-Review-Veröffentlichungen.
Marx ist Mitglied des engeren Präsidiums und der Leitlinienkommission der Deutschen Gesellschaft für Anästhesiologie und Intensivmedizin (DGAI). In der Deutschen Interdisziplinären Vereinigung für Intensiv- und Notfallmedizin (DIVI) ist er Gründungsmitglied der interdisziplinären Arbeitsgruppe Schock und seit 2021 gewählter Präsident. Seit 2016 ist er Vorstandsvorsitzender der Deutschen Gesellschaft für Telemedizin (DGTelemed). Aktiv ist er zudem in folgenden Medizinisch-wissenschaftlichen Fachgesellschaften: European Society of Intensive Care Medicine (ESICM), European Society of Anaesthesiologists (ESA) und Deutsche Sepsis-Gesellschaft (DSG). An der RWTH Aachen ist er Vorstandssprecher des Innovationszentrums Digitale Medizin Aachen (IZDM).

### Auszeichnungen
- 2011 hatte Marx eine Gastprofessur am Tel-Aviv Sourasky Medical Center inne.
- 2013 wurde er zum Fellow of the Royal College of Anaesthetists (FRCA) gewählt.
- 2020 wurde ihm die Leitung der Startphase des Virtuellen Krankenhauses NRW im Auftrag der NRW-Landesregierung anvertraut.[11]
- 2023 wurde ihm von der Deutschen Gesellschaft für Anästhesiologie und Intensivmedizin die Ehrennadel in Gold verliehen.[12]
- 2024 wurde er für sein Engagement während der Corona-Pandemie zum Ehrenmitglied der DIVI ernannt.[13]